# 手袋をした老人の肖像

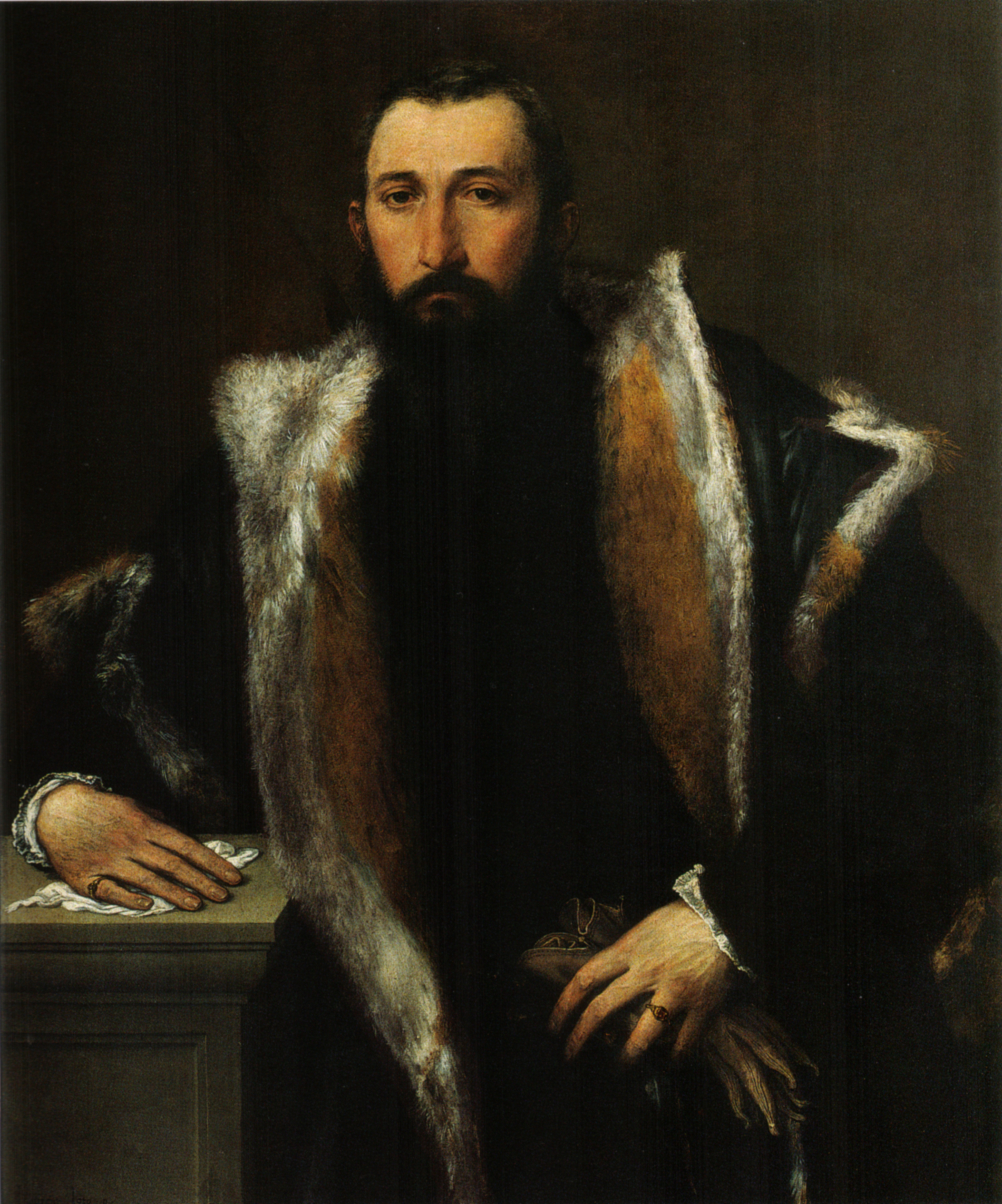
『フェーボ・ダ・ブレシアの肖像』 (1543-1544年) ブレラ美術館、ミラノ

『手袋をした老人の肖像』（てぶくろをしたろうじんのしょうぞう、伊: Ritratto di gentiluomo anziano coi guanti、英: Portrait of an Old Man with Gloves）は、イタリア・ルネサンスのヴェネツィア派の画家ロレンツォ・ロットがキャンバス上に油彩で描いた肖像画である。画面上部左側に「L. Loto」と署名されている。絵画の最後の個人所有者はトリノのカステッラーネ・アラック (Castellane Harrach) 伯爵で、ロットの『ラウラ・ダ・ポーラの肖像』、『フェーボ・ダ・ブレシアの肖像』を含む彼のコレクションとともに、ミラノの古美術商ジュゼッペ・パスリーニを通して1859年にミラノのブレラ美術館に購入された。以来、美術館に所蔵されている。

## 作品
この絵画は、ロットの『フェーボ・ダ・ブレシアの肖像』 (ブレラ美術館) 、『37歳の男性の肖像』 (ドーリア・パンフィーリ美術館、ローマ) や他の1540年代に制作された絵画との様式的類似性にもとづいて1543年ごろの制作とされている。
描かれている人物は、ロットがトレヴィーゾに到着してからすぐの1543年の帳簿に言及されているリベラーレ・ダ・ピネデル (Liberale da Pinedel) だとする研究者もいる。しかし、リベラーレは当時まだ47歳か48歳に過ぎなかったはずで、この肖像画の人物より若かった。帳簿はまた、マントヴァのマルチェロ・フランベルティ (Marcello Framberti) とルドヴィコ・アヴォランテ (Ludovico Avolante) の肖像についても言及している。後者は1544年のロットの肖像画に描かれているが、両者とも本作に描かれている人物の候補である。
この作品で、ロットは以前の肖像画に見られた明るい色彩や象徴的要素を用いず、ヴェネツィア派の巨匠ティツィアーノに触発された簡潔な構図を選択している。しかし、仕上げと心理的洞察においてロットの肖像画中の最も濃密な作品のうちの1つとなっている。